# Lagartija Nick
«Lagartija Nick» — песня английской музыкальной группы Bauhaus, выходившая в формате сингла в январе 1983 года. Композиция также входила в переиздание альбома Burning from the Inside.

## Список композиций
7" сингл
1. «Lagartija Nick» — 3:03
2. «Paranoia, Paranoia» — 5:04

12" сингл
1. «Lagartija Nick» — 3:04
2. «Watch That Grandad Go» — 5:36
3. «Paranoia, Paranoia» — 5:04
4. «In the Flat Field (Live in Paris)» — 4:07

## Позиции в чартах
| Чарт (1983)      | Наивысшая Позиция |
| ---------------- | ----------------- |
| UK Singles Chart | 44                |